# Knud Sørensen mellem land og by
Knud Sørensen mellem land og by er en dansk portrætfilm fra 1999 instrueret af Poul Larsen.

## Handling
Knud Sørensen har som landmåler forholdt sig helt stofligt til det danske land og den danske jord. Som forfatter har han overført denne stoflighed til sin litteratur både i formsproget og i indholdet.